# Anton van Wouw

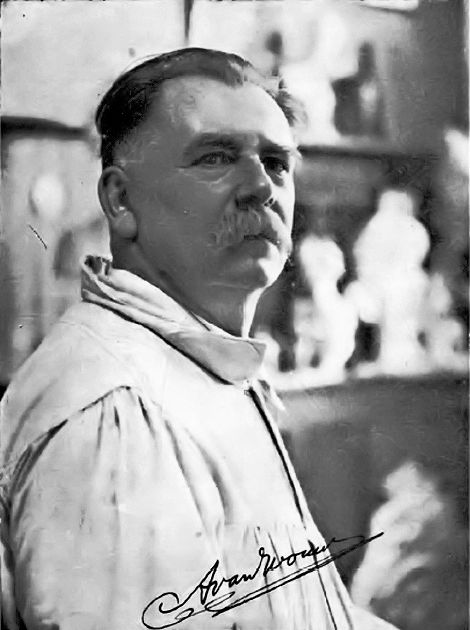
Porträtfoto von Anton van Wouw, 1930

Anton van Wouw (* 20. Februar 1862 in Driebergen, Niederlande; † 30. Juli 1945 in Pretoria, Südafrikanische Union) war ein niederländisch-südafrikanischer Bildhauer. Er gilt als Begründer der modernen südafrikanischen Skulptur und ist bekannt für seine detailgetreuen Darstellungen des burischen Lebens und der südafrikanischen Landschaft sowie der Kultur der Khoisan.

## Leben

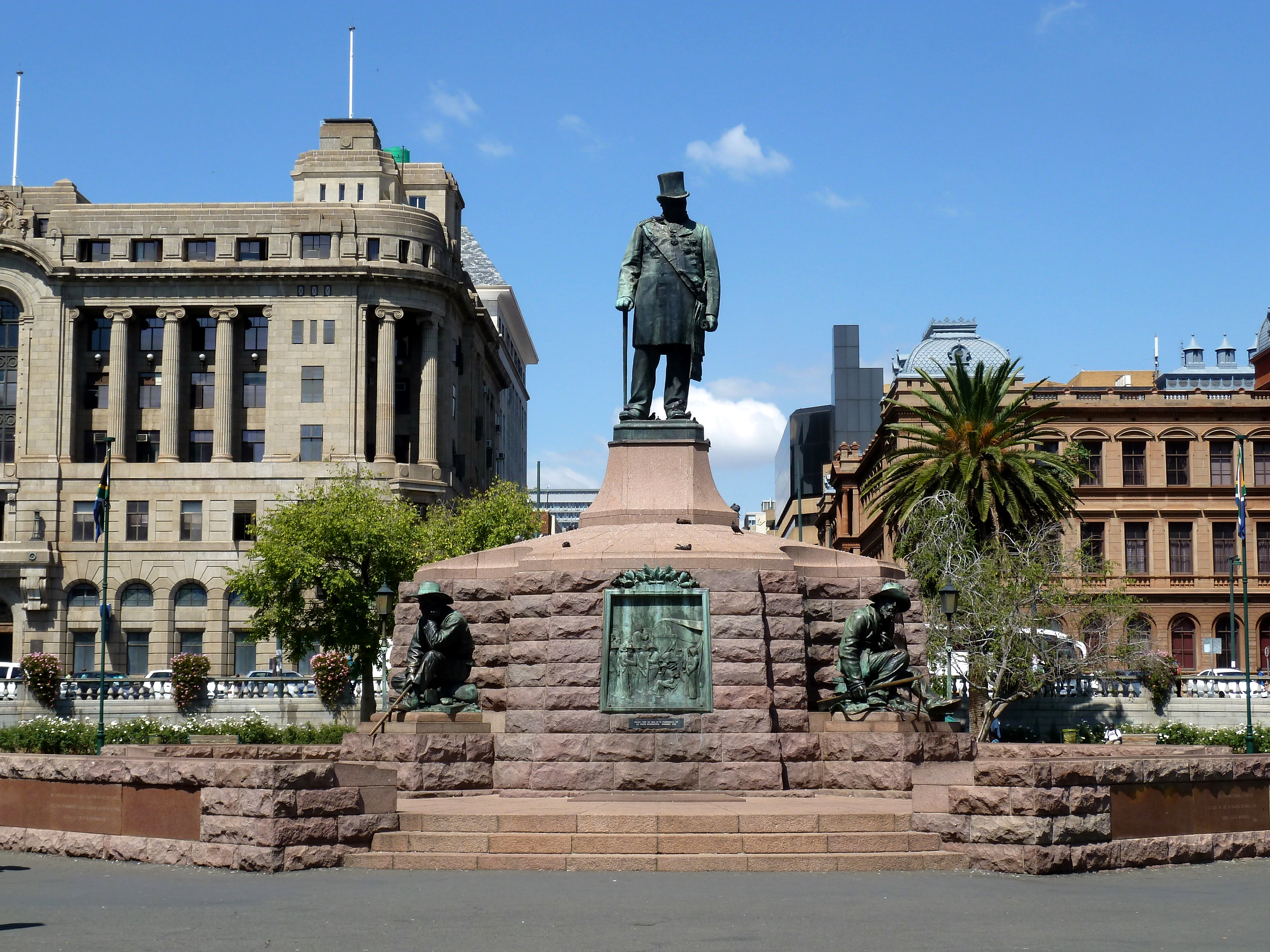
Kruger-Denkmal in Pretoria

Anton van Wouw wurde in Driebergen geboren und wanderte 1890 im Alter von 28 Jahren nach Südafrika aus. Ursprünglich hatte er in den Niederlanden eine Ausbildung zum Kunsthandwerker und Zeichner absolviert. In Südafrika arbeitete er zunächst als technischer Zeichner und Kupferstecher, bevor er sich der Bildhauerei zuwandte. Sein Werk war stark von den historischen und kulturellen Ereignissen seiner Zeit geprägt, insbesondere vom Zweiten Burenkrieg (1899–1902), der seine Identität als Künstler und seine Themenwahl stark beeinflusste. Während dieser Zeit entwickelte er eine große Bewunderung für die Buren. Dies beeinflusste auch seine künstlerische Entwicklung in hohem Maße. Er identifizierte sich mit den Kämpfen und Hoffnungen dieses Volkes, und dieses Engagement spiegelte sich in seinem Werk wider.

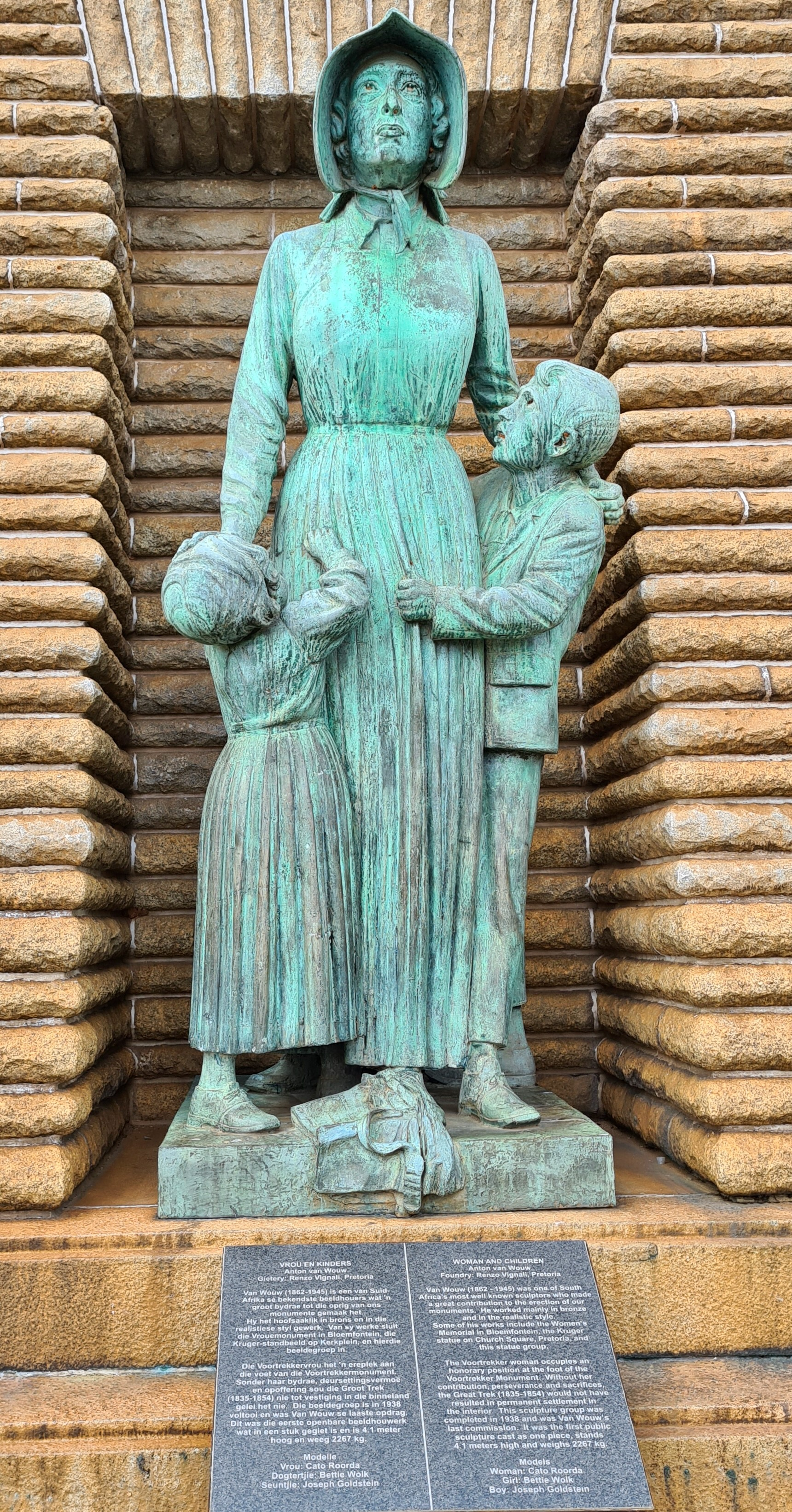
Voortrekkerdenkmal in Pretoria

Zu seinen bekanntesten Werken gehören das Krugerdenkmal bei Pretoria, das Paul Kruger, den Präsidenten der Südafrikanischen Republik, darstellt, und die Skulptur Der Bergarbeiter, die dem harten Arbeitsalltag der südafrikanischen Bergleute gewidmet ist. Anton van Wouws Skulpturen sind meist realistisch und bekannt für ihre präzise Darstellung der menschlichen Anatomie und Gesichtszüge. Ein weiteres wichtiges Werk ist das Voortrekkerdenkmal in Pretoria, für das er mehrere Skulpturen schuf, die die Geschichte und Identität der Afrikaaner darstellen.
Van Wouw hegte eine große Liebe zu seiner Wahlheimat und verbrachte viel Zeit in der Natur, um die einheimische Bevölkerung kennenzulernen. Einige seiner kleineren Skulpturen, die weniger formell sind als seine größeren Werke, spiegeln durch die Art und Weise, wie er ihren Gesichtsausdruck darstellt und ihre Stimmung einfängt, sein Verständnis und seine Wertschätzung für diese Menschen wider. Einige seiner besten Werke sind im Van Wouw Museum ausgestellt, darunter Der Denker, Der lachende Basutu, Der Shangaan, Der Skapu-Spieler, Der trinkende Jäger und Der schlafende Afrikaner.
Anton van Wouw lebte und arbeitete den größten Teil seines Lebens in Pretoria, wo er großen Einfluss auf die künstlerische Entwicklung Südafrikas ausübte. Van Wouw war Mentor vieler südafrikanischer Künstler und setzte Maßstäbe für die Bildhauerei des Landes. Seine Werke sind heute in zahlreichen Museen und öffentlichen Räumen Südafrikas zu sehen, unter anderem im Ditsong National Museum of Natural History in Pretoria.
Anton van Wouw verstarb 1945 im Alter von 83 Jahren in Pretoria. Sein Beitrag zur südafrikanischen Kunst wird bis heute gewürdigt und er wird oft als „Vater der südafrikanischen Bildhauerei“ bezeichnet.